# Sankt Lars gränd
Sankt Lars gränd är en gränd i Visby som går mellan Nunnegränd och Sankt Drottensgatan i östlig riktning. Gränden utgör också gränsen mellan kvarteret Novisen och kvarteret Nunnan.

## Historik
Fram till omkring 1850-talet var namnet Tvärgränd och innan dess Reinicks gränd efter kanngjutare Johan Reinicke som ägde fastigheten och ett tidigare stenhus som nu är ersatt av det som kallas Mamsell Langs hus. Efter Mamsell Lang kallas huset under en period för åkare Larssons hus efter en åkerirörelse och det är här konstnären David Ahlqvist föds den 16 oktober 1900 på andra våningen. Namnet Sankt Lars gränd kommer från den närliggande kyrkoruinen Sankt Lars.
Den södra delen av Sankt Lars gränd gränsar mot kvarteret Nunnan som idag i huvudsak upptas av ett bostadskomplex, uppfört från grunden 1937. Under rivningen av kvarteret Nunnan 1935 gjordes en för tiden förhållandevis stor utgrävning och man hittade rester av 13 medeltida stenhus och flera trähus från 1700-talet och även spår efter en tidigare gränd.

## Byggnader (urval)
- Cramérska huset
- Mamsell Langs hus

## Bilder

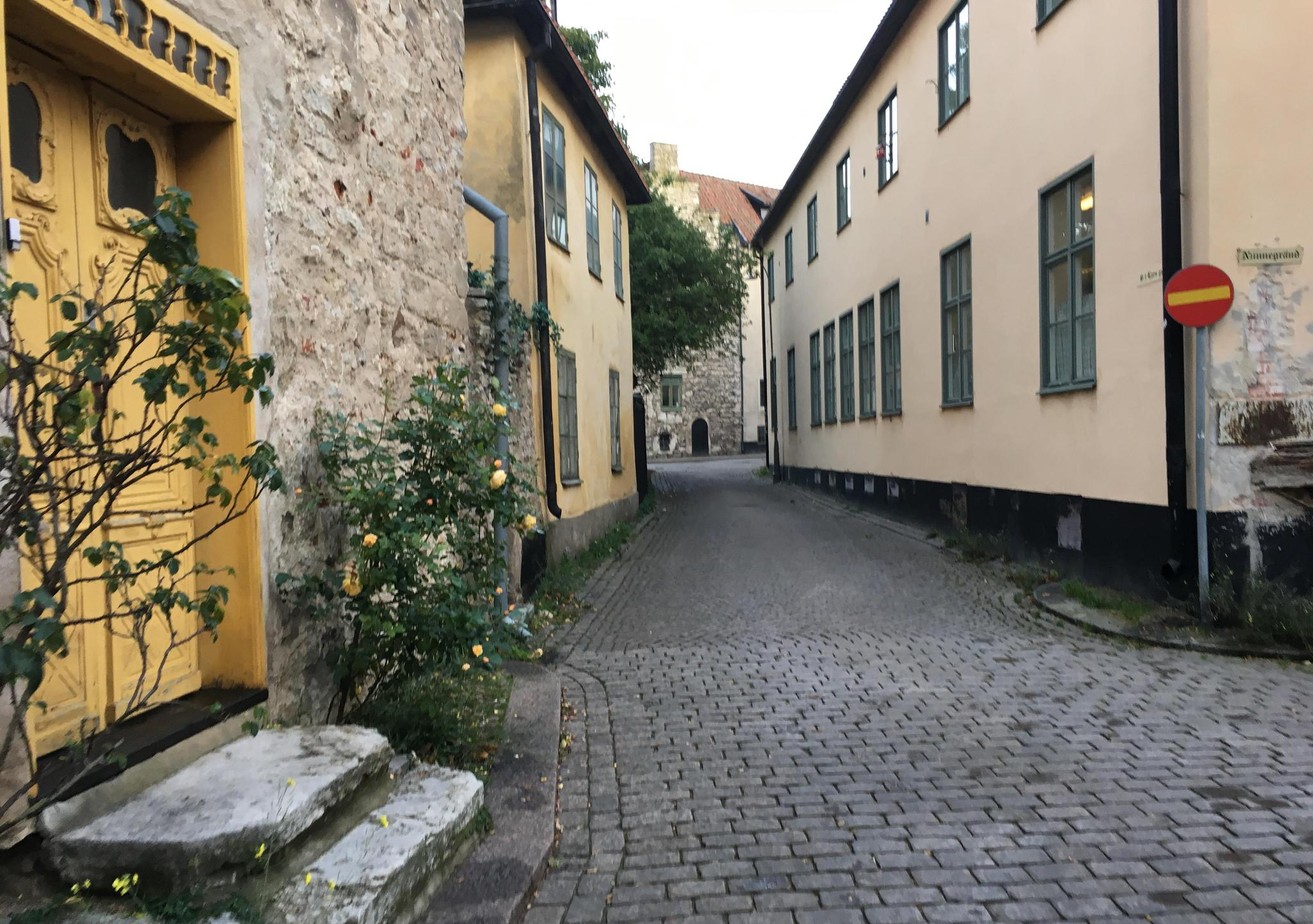
Sankt Lars gränd från Nunnegränd.
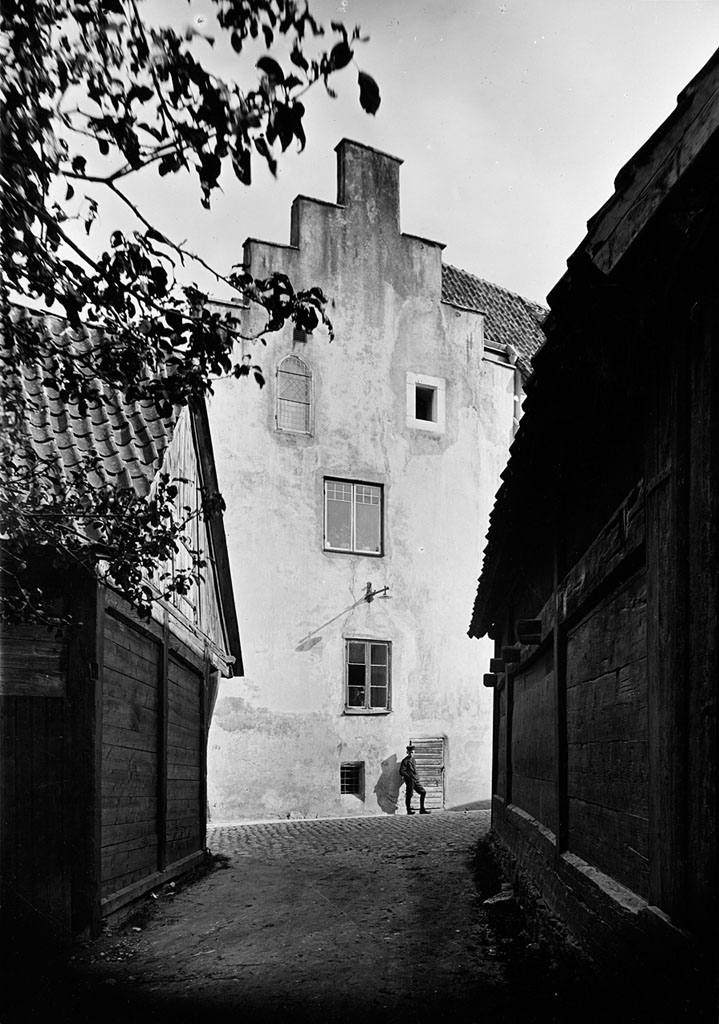
Vy mot Häggska huset på Sankt Drottensgatan